# 정당 연합
정당 연합(政黨聯合, 영어: political alliance, political coalition, political bloc)은 정치에서 정책이나 주장에 공통점이 있는 정당의 동지들이 모여 정책의 실현을 위해 활동으로 의견 통합 및 통일된 정책의 형성을 도모하거나 선거 협력을 하고 국회 운영의 기본 단위를 구축하는 등 조직이나 단체이다. 정당과는 다른 개념이다.

## 예시

### 활동 중인 정당 연합
- 오스트레일리아: 오스트레일리아 보수연립
- 불가리아: 애국연합
- 체코: ODS (자유보유권자당 지원을 받음)
- 독일: 우니온
- 그리스: 변화를 위한 운동
- 인도: 통합진보동맹(UPA)
- 이스라엘: 유대교 토라 연합, 공동 명단
- 이탈리아: 중도좌파 연합, 중도우파 연합
- 라트비아: 녹색농민연합
- 말레이시아: 희망연맹
- 스웨덴: 적녹동맹
- 중화민국: 범람연맹, 범록연맹
- 영국: 노동협동조합당
- 우루과이: 광역전선
- 베네수엘라: 민주통일원탁

### 과거의 정당 연합
- 브라질: 국민의 힘
- 칠레: 칠레 연합, 콘세르타시온
- 프랑스: 프랑스 민주연합
- 독일: WASG–PDS, 하르츠부르크 전선
- 그리스: 급진좌파연합
- 대한민국: 삼민회, 선진과 창조의 모임, 평화와 정의의 의원 모임, 민주통합의원모임
- 폴란드: 우파연대선거행동, 좌파연합
- 스웨덴: 연합
- 우크라이나: 율리야 티모셴코 블록

## 같이 보기
- 포괄정당(빅텐트)
- 정치학(정치과학)
- 연립정부
- 인민 전선
- 통일전선